# يوحنا شيبرد
يوحنا شيبرد (بالإنجليزية: John Shepherd)‏ (20 سبتمبر 1945 في المملكة المتحدة - ) هو لاعب كرة قدم بريطاني في مركز الهجوم. لعب مع أكسفورد يونايتد ونادي روذرهام يونايتد ونادي يورك سيتي ونادي سكاربورو ونادي هيرفورد.